# Rinorea abbreviata
Rinorea abbreviata är en violväxtart som beskrevs av G. Achoundong och J.J. Bos. Rinorea abbreviata ingår i släktet Rinorea och familjen violväxter. Inga underarter finns listade i Catalogue of Life.